# 托马斯·兰斯
托马斯·兰斯（英語：Thomas Lance，1891年6月14日—1976年2月29日），英国男子自行车运动员。他曾代表英国参加1920年夏季奥林匹克运动会自行车比赛，获得男子双人自行车赛金牌。